# Kraśnik (gemeente)
De gemeente Kraśnik is een landgemeente in het Poolse woiwodschap Lublin, in powiat Kraśnicki.
De zetel van de gemeente is in Kraśnik.
Op 30 juni 2004 telde de gemeente 6997 inwoners.

## Oppervlakte gegevens
In 2002 bedroeg de totale oppervlakte van gemeente Kraśnik 105,36 km², waarvan:
- agrarisch gebied: 64%
- bossen: 31%

De gemeente beslaat 10,48% van de totale oppervlakte van de powiat.

## Demografie
Stand op 30 juni 2004:
| Omschrijving                   | Totaal | Totaal | Vrouwen | Vrouwen | Mannen | Mannen |
| ------------------------------ | ------ | ------ | ------- | ------- | ------ | ------ |
| eenheid                        | aantal | %      | aantal  | %       | aantal | %      |
| inwoners                       | 6997   | 100    | 3569    | 51      | 3428   | 49     |
| bevolkingsdichtheid (inw./km²) | 66,4   | 66,4   | 33,9    | 33,9    | 32,5   | 32,5   |

In 2002 bedroeg het gemiddelde inkomen per inwoner 1011,95 zł.

## Administratieve plaatsen (sołectwo)
Dąbrowa-Bór, Karpiówka, Kowalin, Lasy, Mikulin, Pasieka, Pasieka-Kolonia, Podlesie, Słodków Pierwszy, Słodków Drugi, Słodków Trzeci, Spławy Pierwsze, Spławy Drugie, Stróża, Stróża-Kolonia, Suchynia.

## Aangrenzende gemeenten
Dzierzkowice, Kraśnik, Szastarka, Trzydnik Duży, Urzędów, Wilkołaz, Zakrzówek